# Alternative démocratique (Malte)
Pour les articles homonymes, voir Alternative démocratique.
Alternative démocratique (AD) (en maltais/anglais Alternattiva Demokratica - the Green Party) est un parti politique maltais écologiste faisant des propositions de politique générale. Il est affilié au Parti vert européen.

## Histoire
L'Alternative démocratique est fondée en 1989 d'une dissidence du Parti travailliste (PL). Le dirigeant du Parti travailliste, Toni Abela (en), ne pouvant réformer le parti et pour protester contre le maintien de certains éléments du PL entachés de violence politique et la corruption décide de fonder un nouveau parti politique, Alternative démocratique (AD) avec l'aide du député PL, Wenzu Mintoff (en), qui ne démissionnera pas - il sera le premier et le seul député de l'Alternative démocratique entre 1989 et 1992 - et de partisans écologiques.
Lors des élections générales de 1992, 1996 et 1998, le parti écologique n'obtient aucun siège de député. Devant cet échec, Mintoff — président du parti — et Abela démissionnent et retourne au Parti travailliste. C'est Harry Vassallo (en) qui prend la présidence en 1998. En 2003, l'Alternative démocratique est au côté du Parti nationaliste (PN) en appelant à voter oui lors du référendum sur l'Europe. En 2004 lors des premières élections maltaise au Parlement européen, l'Alternative démocratique obtiendra son meilleur résultat en vote de premier choix et Arnold Cassola (en) est éliminé au dernier décompte.
Lors de l'élection générale de 2008, le parti inverse la perte de voix de premier choix mais sans pouvoir prendre un siège. Après dix ans à la tête du parti, Vassallo démissionne et est remplacé par Cassola. Mais à peine un an plus tard, Cassola remet sa démission à la suite de piètres résultats à l'élection au Parlement européen en juin 2009. C'est alors Michael Briguglio qui prend la tête du parti en octobre 2009 et qui l'emmène dans les élections générales de 2013.

## Organisation
L'Alternative démocratique est un parti politique qui comprend :
- une organisation pour regrouper les jeunes militants : Alternattiva Demokratika Żgħażagħ - Green Youth (adż) ;
- une fondation dont les activités sont liées aux questions politiques, sociales, environnementales et économiques : Ceratonia Foundation membre de la Green European Foundation.

## Manifeste politique
Si l'Alternative démocratique est un parti écologique, il revendique des positions de politique générale qu'il exprime au travers de cinq principes de bases :
- la justice sociale ;
- les droits civils ;
- une justice environnementale ;
- le développement durable et la modernisation écologique ;
- la démocratie.

## Résultats électoraux

### Élections législatives
| Année | Députés | Votes | %   | Rang |
| ----- | ------- | ----- | --- | ---- |
| 1992  | 0 / 65  | 4 186 | 1,7 | 3e   |
| 1996  | 0 / 65  | 3 820 | 1,5 | 3e   |
| 1998  | 0 / 65  | 3 209 | 1,2 | 3e   |
| 2003  | 0 / 65  | 1 929 | 0,7 | 3e   |
| 2008  | 0 / 69  | 3 810 | 1,3 | 3e   |
| 2013  | 0 / 69  | 5 506 | 1,8 | 3e   |
| 2017  | 0 / 65  | 2 564 | 0,8 | 3e   |

### Élections européennes
| Année | Députés | Votes  | %   | Rang |
| ----- | ------- | ------ | --- | ---- |
| 2004  | 0 / 5   | 22 938 | 9,3 | 3e   |
| 2009  | 0 / 5   |        | 2,3 | 3e   |
| 2014  | 0 / 6   | 7 418  | 3,0 | 3e   |
| 2019  | 0 / 6   | 1 866  | 0,7 | 5e   |

## Dirigeants
- Wenzu Mintoff (en) 1989-1998
- Harry Vassallo (en) 1998-2008
- Arnold Cassola (en) 2008-2009
- Michael Briguglio 2009-2013
- Arnold Cassola (en) depuis 2013-2017
- Carmel Cacopardo depuis 2017